# 松崎聖子
松崎 聖子（まつざき せいこ、1980年5月14日 - ）は、日本の元女子バレーボール選手。

## 来歴
佐賀県小城市出身。小学校よりバレーボールを始める。成徳学園高校（現・下北沢成徳高校）、イトーヨーカドープリオールを経て武富士バンブー、日立佐和リヴァーレ、四国Eighty 8 Queenでプレーした。
引退後、結婚。現在2児の母である。